# Società Sportiva Maceratese 1986-1987
Questa pagina raccoglie le informazioni riguardanti la Società Sportiva Maceratese nelle competizioni ufficiali della stagione 1986-1987.

## Rosa
| N. |                   | Ruolo | Calciatore           |
| -- | ----------------- | ----- | -------------------- |
|    | Italia (bandiera) | C     | Massimo Appignanesi  |
|    | Italia (bandiera) |       | Artesi               |
|    | Italia (bandiera) | D     | David Bonifazi       |
|    | Italia (bandiera) | C     | Fausto Bonifazi      |
|    | Italia (bandiera) | A     | Stefano Cervigni     |
|    | Italia (bandiera) |       | Ciccarelli           |
|    | Italia (bandiera) | P     | Antonino Gabban      |
|    | Italia (bandiera) | D     | Lattanzi Roberto     |
|    | Italia (bandiera) | D     | Nicola Leoni         |
|    | Italia (bandiera) | C     | Flavio Matteucci (I) |
|    | Italia (bandiera) |       | Matteucci (II)       |
|    | Italia (bandiera) | C     | Danilo Mazziero      |
|    | Italia (bandiera) | A     | Geni Moretti         |

| N. |                   | Ruolo | Calciatore              |
| -- | ----------------- | ----- | ----------------------- |
|    | Italia (bandiera) | A     | Dino Pagliari (I)       |
|    | Italia (bandiera) | C     | Michele Palazzi         |
|    | Italia (bandiera) |       | Pianesi                 |
|    | Italia (bandiera) | C     | Alessandro Porro        |
|    | Italia (bandiera) |       | Porro (II)              |
|    | Italia (bandiera) | C     | Augusto Sabbatini (cap) |
|    | Italia (bandiera) | D     | Roberto Santini         |
|    | Italia (bandiera) | C     | Paolo Siroti            |
|    | Italia (bandiera) |       | Tittarelli              |
|    | Italia (bandiera) | D     | Luca Tomassetti         |
|    | Italia (bandiera) | D     | Alessandro Tramannoni   |
|    | Italia (bandiera) | C     | Carlo Troscè            |
|    | Italia (bandiera) | D     | Roberto Valente         |

## Risultati

### Campionato

#### Girone di andata
| 21 settembre 1986 1ª giornata | Maceratese | 3 – 0 | Bisceglie |  |

| 28 settembre 1986 2ª giornata | Ternana | 2 – 0 | Maceratese |  |

| 5 ottobre 1986 3ª giornata | Maceratese | 1 – 2 | Jesi |  |

| 12 ottobre 1986 4ª giornata | Francavilla | 2 – 2 | Maceratese |  |

| 19 ottobre 1986 5ª giornata | Maceratese | 0 – 0 | Ravenna |  |

| 26 ottobre 1986 6ª giornata | Matera | 1 – 1 | Maceratese |  |

| 2 novembre 1986 7ª giornata | Maceratese | 1 – 0 | Fidelis Andria |  |

| 9 novembre 1986 8ª giornata | Giulianova | 1 – 0 | Maceratese |  |

| 16 novembre 1986 9ª giornata | Maceratese | 1 – 0 | Cesenatico |  |

| 23 novembre 1986 10ª giornata | Perugia | 1 – 0 | Maceratese |  |

| 30 novembre 1986 11ª giornata | Lanciano | 2 – 1 | Maceratese |  |

| 7 dicembre 1986 12ª giornata | Maceratese | 0 – 0 | Vis Pesaro |  |

| 14 dicembre 1986 13ª giornata | Civitanovese | 1 – 0 | Maceratese |  |

| 21 dicembre 1986 14ª giornata | Maceratese | 0 – 0 | Pro Italia Galatina |  |

| 4 gennaio 1987 15ª giornata | Angizia Luco | 1 – 0 | Maceratese |  |

| 11 gennaio 1987 16ª giornata | Casarano | 1 – 0 | Maceratese |  |

| 18 gennaio 1987 17ª giornata | Maceratese | 0 – 1 | Forlì |  |

#### Girone di ritorno
| 25 gennaio 1987 18ª giornata | Bisceglie | 1 – 1 | Maceratese |  |

| 1º febbraio 1987 19ª giornata | Maceratese | 1 – 2 | Ternana |  |

| 8 febbraio 1987 20ª giornata | Jesi | 1 – 1 | Maceratese |  |

| 15 febbraio 1987 21ª giornata | Maceratese | 0 – 2 | Francavilla |  |

| 22 febbraio 1987 22ª giornata | Ravenna | 1 – 0 | Maceratese |  |

| 1º marzo 1987 23ª giornata | Maceratese | 0 – 0 | Matera |  |

| 8 marzo 1987 24ª giornata | Fidelis Andria | 4 – 0 | Maceratese |  |

| 15 marzo 1987 25ª giornata | Maceratese | 0 – 1 | Giulianova |  |

| 29 marzo 1987 26ª giornata | Cesenatico | 2 – 0 | Maceratese |  |

| 5 aprile 1987 27ª giornata | Maceratese | 0 – 0 | Perugia |  |

| 18 aprile 1987 28ª giornata | Maceratese | 0 – 0 | Lanciano |  |

| 26 aprile 1987 29ª giornata | Vis Pesaro | 2 – 0 | Maceratese |  |

| 3 maggio 1987 30ª giornata | Maceratese | 1 – 0 | Civitanovese |  |

| 17 maggio 1987 31ª giornata | Pro Italia Galatina | 1 – 0 | Maceratese |  |

| 24 maggio 1987 32ª giornata | Maceratese | 1 – 2 | Angizia Luco |  |

| 31 maggio 1987 33ª giornata | Maceratese | 2 – 3 | Casarano |  |

| 7 giugno 1987 34ª giornata | Forlì | 0 – 0 | Maceratese |  |